# Eenigen
Eenigen ("Eenige jongeren") was een vereniging van beeldende kunstenaars in de Belgische stad Antwerpen, die bestond van 1900 tot 1905.

## Tentoonstellingen
Het doel van de vereniging was voornamelijk het organiseren van groepstentoonstellingen. Er kwamen er vijf:
- 1901 in het Oud Museum (Venusstraat)
- 13-27 april 1902 in het lokaal van de Akademie (Venusstraat)
- 1903
- zomer 1903 in het Casino van Blankenberge
- 28 november - ? december 1903 in de zaal van het Kon. Kunstverbond

In 1904 werd er geen tentoonstelling georganiseerd maar er waren plannen voor een in 1905. Die ging uiteindelijk niet door. In 1905 werd "Kunst van Heden" opgericht waar vele leden van "Eenigen" zich bij aansloten.

## Leden
Richard Baseleer, Karel Collens, Aloïs De Laet, Victor Hageman, Camille Lambert, Armand Maclot, E. Naets, Maurits Nykerk, Charles Mertens, George Morren, Jakob Smits, A.J. Strymans, Walter Vaes, Eugeen Van Mieghem en Edmond Van Offel.